# Hohenlohe

Stamwapen van Hohenlohe

Hohenlohe is een Frankisch adellijk geslacht dat teruggaat tot de 11e eeuw. De naam is waarschijnlijk afgeleid van de burcht Hohlach (Hohenloch) bij Uffenheim. De familie bestuurde het graafschap Hohenlohe.
Het grondbezit van de familie breidde zich over de Frankische dalen Kocher, Tauber en Jagst uit. In 1234 verwierven de Hohenlohes Langenburg, in 1250 Öhringen en later Waldenburg en Neuenstein (na 1300). Ondanks herhaaldelijke delingen in de 13e en 15e eeuw en schenkingen aan de Duitse Orde (1219) kon het geslacht een vast territorium opbouwen.
De gebieden van de twee hoofdlinies Hohenlohe-Neuenstein en Hohenlohe-Waldenburg werden respectievelijk in 1744 en 1764 in de rijksvorstenstand verheven. In 1806 werd het gebied gemediatiseerd. Het grootste deel werd toegewezen aan het koninkrijk Württemberg, Schillingsfürst aan Beieren.
De familie bezit een huisorde; de Orde van de Fenix.

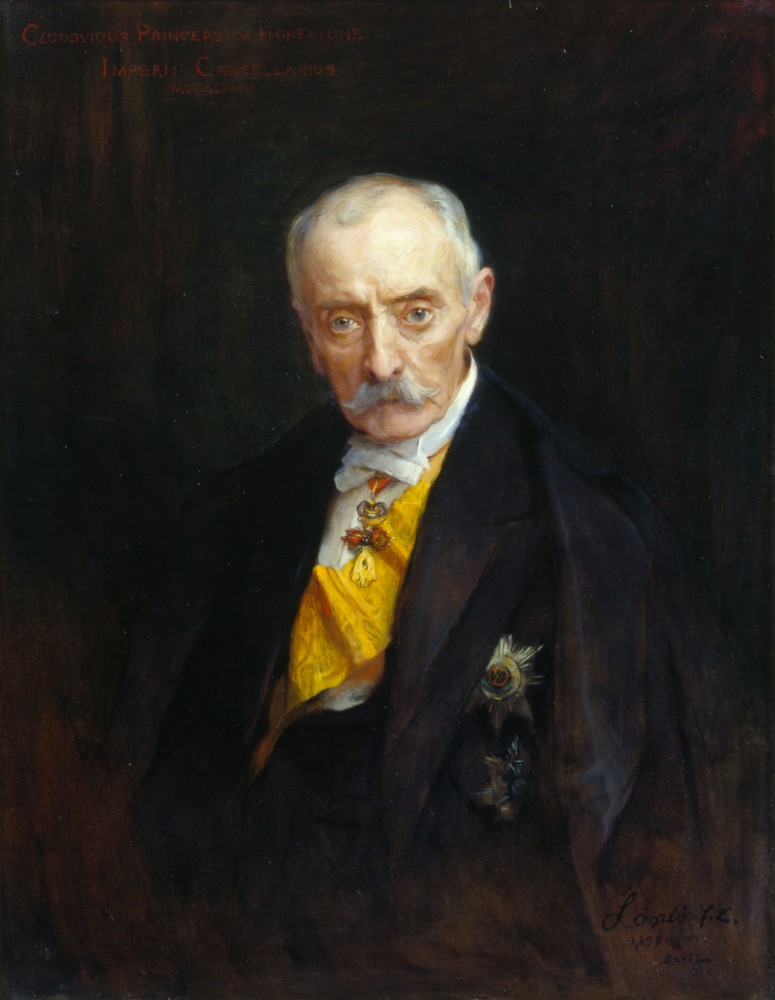
Chlodwig zu Hohenlohe-Schillingsfürst

## Linies
De in 1551 ontstane hoofdlinies:
- Hohenlohe-Neuenstein (protestants)
- Hohenlohe-Waldenburg (katholiek)

deelden zich onder andere in de linies:
- Hohenlohe-Langenburg
- Hohenlohe-Langenberg
- Hohenlohe-Öhringen (in 1864 hertogen van Ujest)
- Hohenlohe-Ingelfingen (uitgestorven 1960)
- Hohenlohe-Kirchberg (uitgestorven 1861)
- Hohenlohe-Bartenstein (en Jagstberg)
- Hohenlohe-Waldenburg-Schillingsfürst
- Hohenlohe-Schillingsfürst (in 1890 hertogen van Ratibor), sedert ca. 1840 eigenaren van de niet meer als klooster, maar als  kasteel functionerende gebouwen van de Abdij Corvey

## Bekende telgen
Bekende vertegenwoordigers van het huis Hohenlohe zijn:
- Filips graaf van Hohenlohe-Langenburg (1550-1606), legeraanvoerder in Staatse dienst, gehuwd met Maria, een dochter van Willem van Oranje
- Friedrich Ludwig prins zu Hohenlohe-Ingelfingen (1746-1818), Pruisisch generaal
- Ludwig Aloysius prins von Hohenlohe-Waldenburg-Bartenstein (1765-1829), Duits generaal, maarschalk van Frankrijk
- Alexander Leopold Franz Emmerich prins zu Hohenlohe-Waldenburg-Schillingsfürst (1794-1849), priester en wonderdoener
- Adolf Karl Friedrich Ludwig prins zu Hohenlohe-Ingelfingen (1797-1873), premier van Pruisen
- Kraft Karl August prins zu Hohenlohe-Ingelfingen (1827-1892), militair en schrijver
- Chlodwig Karl Viktor prins zu Hohenlohe-Schillingsfürst (1819-1901), rijkskanselier van het Duitse Keizerrijk
- Gustav Adolf prins zu Hohenlohe-Schillingsfürst (1823-1896), broer van Chlodwig, kerkelijk diplomaat en kardinaal
- Hermann Ernst Franz Bernhard prins zu Hohenlohe-Langenburg (1832-1913), staatsman en militair
- Ernst Wilhelm Friedrich Carl Maximilian prins zu Hohenlohe-Langenburg (1863-1950), zoon van Hermann, regent van het hertogdom Saksen-Coburg en Gotha
- Konrad prins zu Hohenlohe-Schillingsfürst (1863-1918), bijgenaamd de rode prins, neef van Chlodwig, minister-president van Oostenrijk